# ريتشارد أ. بيتمان
ريتشارد أ. بيتمان (بالإنجليزية: Richard A. Pittman)‏ هو عسكري أمريكي، ولد في 26 مايو 1945 في سان جواكوين في الولايات المتحدة، وتوفي في 13 أكتوبر 2016 في ستوكتون في الولايات المتحدة.